# Schätzchen, streit mit mir!
Schätzchen, streit mit mir! ist eine Komödie von Ben Rakidzija, die am 27. Oktober 2021 im Rahmen des Schweizer Literaturfests Zürich liest uraufgeführt wurde. Das Theaterstück ist eine Adaption von Ben Rakidzijas Briefroman Sophia und Pierre.

## Inhalt
Das Theaterstück ist in Paris, in Neuilly-sur-Seine, und in der Toskana angesiedelt. Es handelt auf humorvolle Weise vom Streit der Geschlechter und dem Liebesspiel zwischen den Protagonisten Sophia und Pierre. Wie der Roman ist das Theaterstück in zwei, fast gleich grosse Teile gegliedert: Der erste Teil zeigt den Streit der Protagonisten, der zweite Teil widmet sich ihrem Liebesspiel, das von Komplikationen begleitet ist.

## Aufführungen

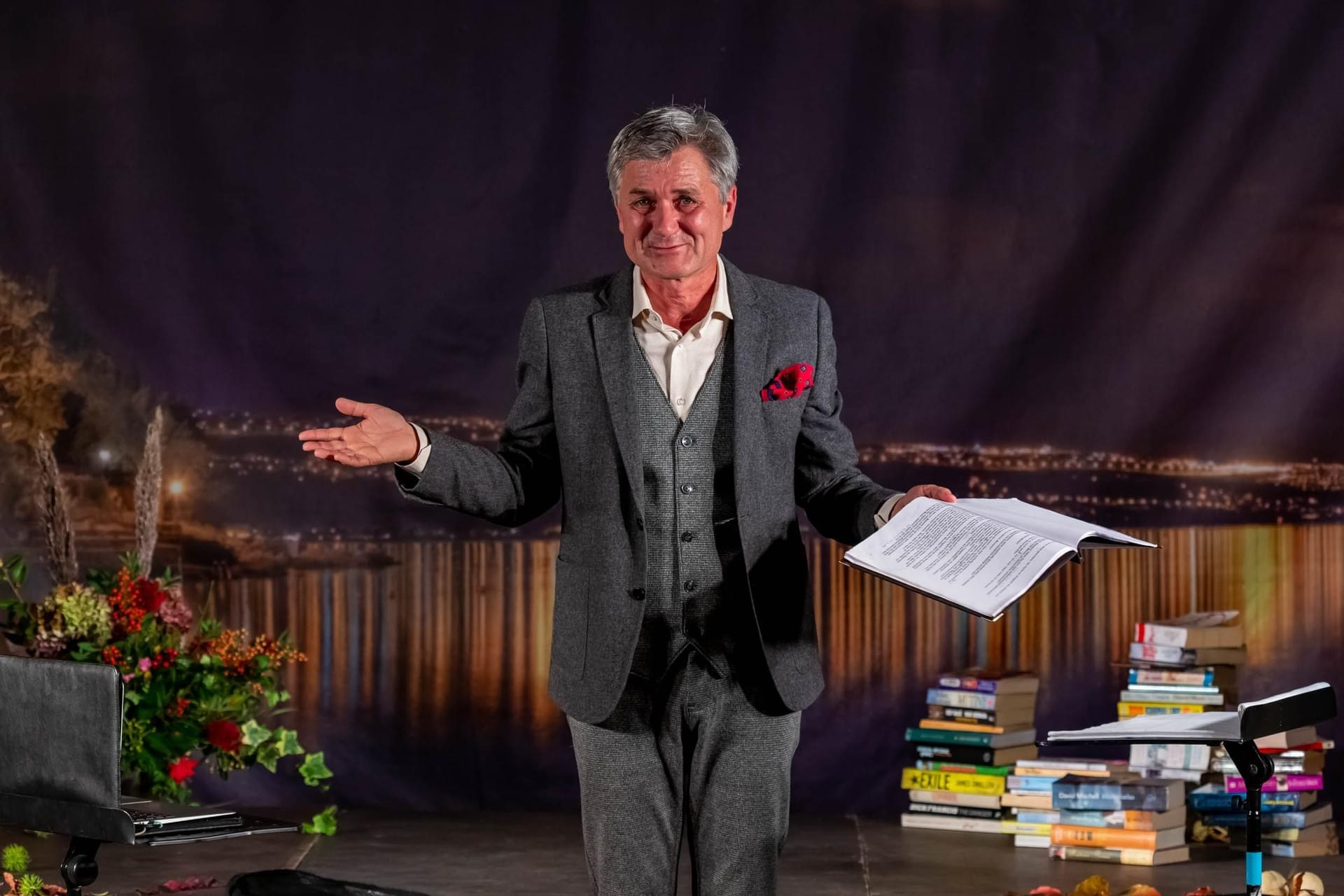
Volker Ranisch in dem Theaterstück Schätzchen, streit mit mir!, im Hotel Miramar (Opatija, Kroatien), 17. November 2023

Das Theaterstück Schätzchen, streit mit mir! wird seit 2021 solistisch durch den Schauspieler Volker Ranisch gespielt. Seit 2021 wurde es auf wechselnden internationalen Bühnen gezeigt, wie Theater im Palais (Berlin, Deutschland), Schloss Morsbroich (Leverkusen, Deutschland), Atelier Marcel Hastir (Brüssel, Belgien), Bergkirchli (Arosa, Schweiz), Salzburger Hof (Zell am See, Österreich) oder Hotel Miramar (Opatija, Kroatien), beim Europäischen Literaturfest Lit.EU.
Die Aufführungen von Volker Ranisch werden begleitet durch musikalische Einspielungen, z. B. französische Chansons.

## Kritik
Das Theaterstück Schätzchen, streit mit mir! erfuhr sehr positive Kritik bei Publikum und Presse. Der österreichischen Autor Franzobel schreibt etwa: "Das Schätzchen ist ein wunderbar zeitloses Stück über die Wirren des Geschlechterkampfes. Ein Stück zum Verlieben."